# The Like
The Like é uma banda de indie rock do Sul da Califórnia, composta por Elizabeth "Z" Berg (vocal/guitarra), Laena Geronimo (baixo), Tennessee Thomas (bateria/vocal) e Annie Monroe (orgão).

## O começo (2001)
The Like foi formado em Setembro de 2001 por três garotas das idades de 15, 15 e 16 anos, respectivamente. Os membros da banda são filhos de veteranos da indústria da música, como o pai de Elizabeth que é o produtor da Geffen chamado Tony Berg, o pai da Charlotte o produtor Mitchell Froom, e o pai da Tennesssee, Pete Thomas, que há muito tempo foi o baterista do Elvis Costello. Da vizinhança as três foram imersas no rock clássico, e todas as três aprenderem a tocar piano antes delas mesmas tocarem seus próprios instrumentos.
Elas se juntaram quando os pais das duas amigas, Tennessee e Charlotte descobriram que Elizabeth tinha escrito letras de músicas e tinha interesse em formar uma banda. Charlotte aprendeu a tocar baixo em duas semanas depois de entrar para a banda e as três começaram trabalhando juntas, obtendo resultados rápidos. O nome veio de um hábito que as garotas tem de dizer que "gosta" toda hora. A mãe de Tennessee sugeriu o nome. As três integrantes são vegetarianas.

## Música
Durante um período de três anos, a banda lançou independentemente três EP (I Like The Like, ...and The Like, e Like It or Not), onde eles foram vendido nos shows e em seu site. Suas músicas "(So I'll Sit Here) Waiting" foram apresentadas na trilha sonora do filme Thirteen. Elas se formaram em 2004, e em seguida The Like assinou com a Geffen Records. Desde a formação, The Like tem ganhado muita atenção e foi divulgada em revistas como Teen People e Rolling Stone.
Elas entreram em turnê com Phantom Planet e Kings of Leon. The Like lançou seu primeiro álbum, Are You Thinking What I'm Thinking?, com a Geffen em 13 de Setembro de 2005. O álbum é uma combinação de músicas preciamente lançadas em seus Eps independentes como sendo um novo material. A banda se apresentou no Coachella Valley Music and Arts Festival e no O2 Wireless Festival no Hyde Park, Londres. Em Setembro de 2006, The Like fes turnê com Muse em um curto tempo nos E.U.A., antes de irem a Europa com o Razorlight. Elas ainda entraram em turnê com o Arctic Monkeys.
Em 18 de Setembro de 2009, The Like postou uma mensagem em seu MySpace introduzindo as novas integrantes Reni Lane e Laena Geronimo, no órgão e baixo, respectivamente, dando a essa formação o título de 'The Like 2.0'. Postaram ainda, um link para donwload de seu novo single 'Fair Game'.  Reni Lane, porém, ficou pouco tempo na banda e seu lugar logo foi ocupado por Annie Monroe; esta que conclui a nova e atual formação. 
O novo álbum de The Like, produzido por Mark Ronson, foi lançado em 2010.
Vale a pena ressaltar que Don't make a sound, talvez um discreto tributo ao The Animals ou ao Jefferson Airplane, está no final de The Next Three Days (72 horas) protagonizado por Russel Crowe.

## Discografia

### EPs
- I Like The Like EP (2002)
- And the Like EP (2003)
- Like It or Not EP (2004)

### Álbuns
- "Are You Thinking What I'm Thinking?" - Geffen - 2005
- "Release Me" - Stereo Sound - (2010)

### Singles
- "Falling Away" (2001)
- "What I Say and What I Mean" (2005)
- "June Gloom" (2006)
- "Fair Game" (2009)
- "He's Not a By" (2010)
- "Wishing He Was Dead" (2010)

### Compilações
- Thirteen soundtrack - Nettwork - 2003
- The Chumscrubber soundtrack - Lakeshore - 2005
- War Child's Heroes - Parlophone - 2009

## Refêrencias
1. ↑  «Cópia arquivada». Consultado em 31 de janeiro de 2010. Arquivado do original em 14 de janeiro de 2010
2. ↑  «Cópia arquivada». Consultado em 31 de janeiro de 2010. Arquivado do original em 1 de julho de 2012